# 李廷江
李廷江（1954年—）是一名中華人民共和國籍的政治學者、歷史學者，出生於遼寧省瀋陽市。專攻為國際關係論・近代日中關係史。畢業於清華大學、中国社会科学院，入讀東京大学大学院，師從衞藤瀋吉、平野健一郎。1988年同博士課程修了。博士（学術）。擔任亞細亞大學国際関係学部教授，現在中央大學法学部政治学科教授（教授中国政治論）。

## 著書

### 單著
- 『日本財界と近代中国』（御茶之水書房,2003年）（日文）　ISBN 4-275-00306-3
- 『日本財界与辛亥革命』（中国社会科学出版社,1994年）（中文）

### 共編著
- 『近衛篤麿と近代中国』（原書房,2003年）（日文）
- 『中国経済の発展と改革』（御茶之水書房,1994年）（日文）
- 『近代在華日人顧問資料目録』（中華書局,1994年）（中文）